# Alan Splet
Alan Splet (31 de diciembre de 1939–2 de diciembre de 1994) fue un diseñador y editor de sonido. En 1979, ganó un Óscar por su trabajo en The Black Stallion, sin embargo, no acudió a la ceremonia. También fue nominado al premio de la Academia en la categoría de mejor mezcla de sonido por Never Cry Wolf.
Tuvo una larga y fructífera relación laboral con el director de cine David Lynch, con el cual trabajo en diversas películas, incluyendo Eraserhead, Dune, y Blue Velvet.

## Premios y distinciones
Premios Óscar
| Año  | Categoría                           | Película            | Resultado |
| ---- | ----------------------------------- | ------------------- | --------- |
| 1980 | Óscar a los mejores efectos sonoros | El corcel negro     | Ganador   |
| 1984 | Mejor sonido                        | Los lobos no lloran | Nominado  |